# Hadena neoterica
Hadena neoterica là một loài bướm đêm trong họ Noctuidae.